# Lanciatore

Posizione del lanciatore sul campo da baseball

Il lanciatore (in inglese pitcher), è un ruolo difensivo del baseball e del softball, ricoperto dal giocatore che dal monte di lancio, un rialzo sul terreno di gioco posto a 60 piedi e 6 pollici dalla casa base, lancia la palla verso il battitore, cercando di impedirgli l'avanzamento sulle basi, direttamente, eliminandolo con uno strikeout, o indirettamente, facendogli colpire una palla che possa essere poi giocata con facilità dalla difesa.
Sebbene il nome si riferisca a tutti i lanciatori che si alternano nel corso di una partita, il ruolo del lanciatore si identifica con i giocatori che iniziano la partita per la propria squadra, con l'intenzione di portare a compimento l'intera gara, o perlomeno restare in partita il più a lungo possibile. Si parla in questo caso di lanciatore partente (starter). Ogni squadra ne possiede diversi che si alternano secondo un ordine stabilito dal manager (rotazione dei lanciatori). Il lanciatore che subentra al partente è detto lanciatore di rilievo (rilief), tra questi talvolta è presente anche il closer, specializzato nella chiusura della partita e solitamente schierato nell'ultimo inning. Nelle annotazioni relative alle partite, la sua posizione è identificata dal numero 1.

## Descrizione
Sarà considerato un buon partente un lanciatore in grado di effettuare circa un centinaio di lanci, prima che la fatica incida sulla loro efficacia. Una simile prestazione dovrebbe condurre al completamento di circa due terzi di gara. L'obiettivo del partente sarà quello di essere sostituito quando la sua squadra è avanti nel punteggio o almeno che la partita non sia del tutto compromessa e sia possibile giocarsi l'ultimo scorcio del match con qualche possibilità di vittoria.
In Italia, dove si giocano generalmente tre partite ogni week end, ogni squadra dovrebbe poter schierare almeno tre partenti. Negli Stati Uniti, dove si gioca praticamente tutti i giorni, le rotazioni dei lanciatori sono costituite tipicamente da 4 o 5 giocatori. Quello che è considerato il partente più forte normalmente sale sul monte per lanciare l'Opening day, la prima partita della stagione.
Nelle major i lanciatori a disposizione del manager della squadra durante una partita sono una dozzina, Normalmente viene utilizzato un partente della rotazione (a meno che la partita non si protragga oltre misura), e alcuni rilievi per completare la partita. I rilievi specializzati per lanciare l'ultimo inning senza subire punti si chiamano closer. Sono lanciatori che normalmente non hanno l'autonomia superiore a una ventina di lanci, ma sono molto potenti e efficaci.

### La partita del lanciatore

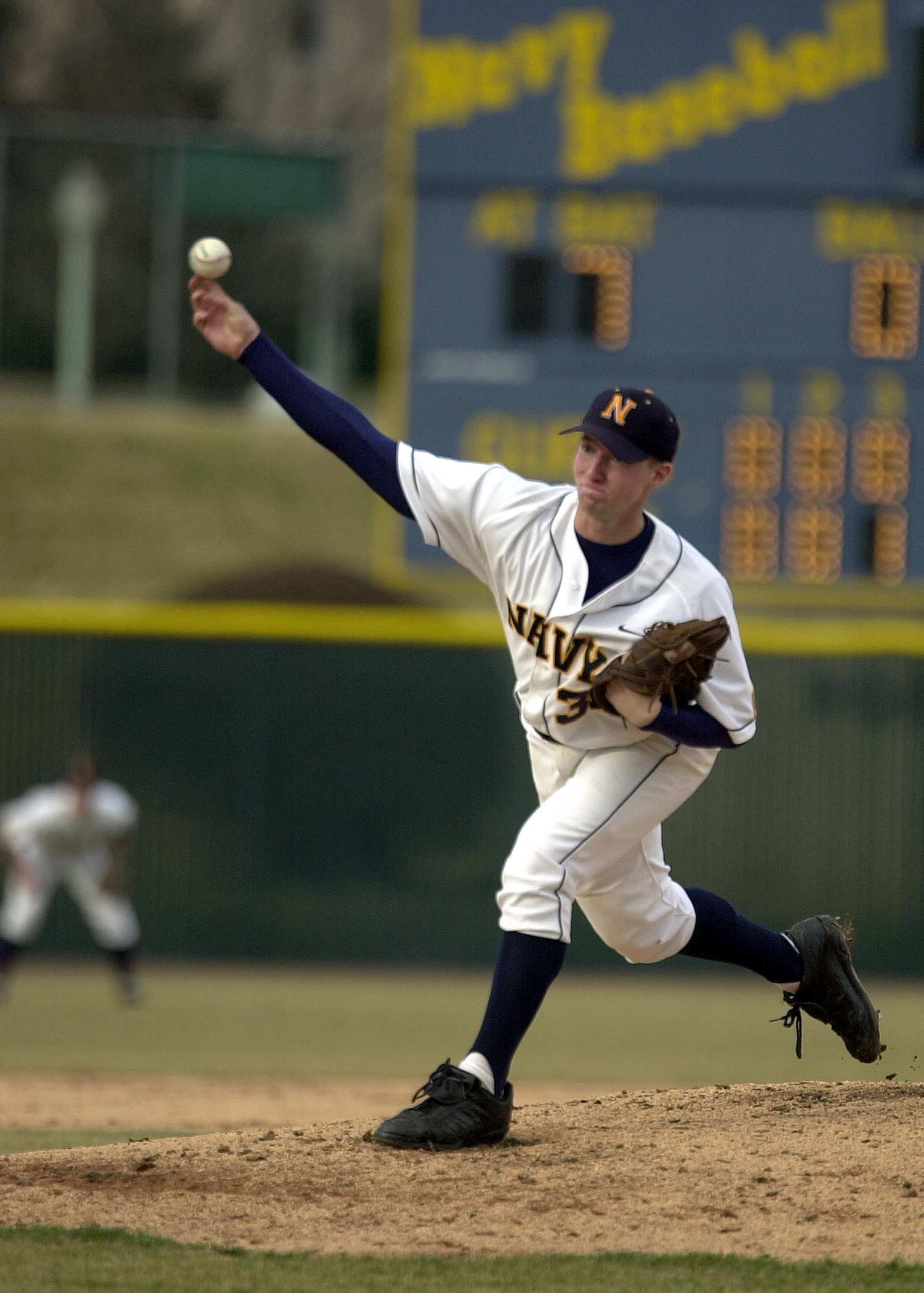
Un lanciatore nella prima fase rilascio della palla

La partita del lanciatore inizia dopo un lungo riscaldamento nel bullpen, una porzione di terreno recintata posta ai margini del campo da gioco, riparata dal pubblico che potrebbe distrarre il giocatore. Una volta iniziato l'incontro, il lanciatore affronta i giocatori avversari con una serie diversa di lanci, in modo da confonderli con l'imprevedibilità.
La palla veloce è il lancio base per ogni lanciatore (bread and butter, in inglese, "pane e burro", essenziale), con i lanci più veloci che nella Major League Baseball sfiorano i 160 km/h. Tuttavia un lanciatore che lanciasse solo palle veloci, indipendentemente dalla velocità raggiunta, avrebbe vita breve perché i battitori avversari, una volta fatto l'occhio allo stile di lancio, avrebbero buon gioco a battere valido. Occorre quindi che il buon lanciatore aggiunga al proprio repertorio una serie di lanci speciali che tolgano agli avversari dei punti di riferimento, con i migliori lanciatori che riescono a padroneggiarne 3 o 4 tipi diversi:
- La changeup (cambio di velocità) viene lanciata con lo stesso movimento della palla veloce, ma il modo particolare in cui il lanciatore la tiene le conferisce una velocità inferiore, in grado di disorientare il battitore, portato a "girare la mazza" in anticipo. Questa lancio, che è molto comune e presente praticamente in tutti i repertori, ha il suo momento critico nel movimento di caricamento. Se non si riesce ad ingannare il battitore, inducendolo a girare la mazza in anticipo rispetto alla velocità del lancio, ottenere una battuta valida potrebbe essere relativamente facile.
- La palla curva è una palla a cui viene impressa dal polso del lanciatore una rotazione in avanti che le consente di spezzare la propria traiettoria (breaking ball), ottenendo una curvatura maggiore, che mira a trarre in inganno il battitore in attesa di una palla dritta. Tuttavia, se l'inganno non riesce, la palla curva è la migliore candidata per dar vita ad una battuta profonda.
- La slider è un lancio a metà tra una palla veloce e una curva, sia in termini di velocità che di curvatura. L'effetto sulla slider si manifesta in ritardo rispetto a quello della palla curva, cogliendo spesso impreparati i battitori.
- La knuckleball, effettuata con una presa particolare tramite le nocche della mano, assume una traiettoria ondeggiante, priva di rotazioni e curvature, in grado di sorprendere il battitore, ma spesso anche il ricevitore.
- La forkball è una palla veloce lanciata con il dito indice e medio divaricati, che tende a scendere velocemente nella parte finale della sua traiettoria.

Il lanciatore cerca di eliminare con tre strikes, lanci in zona valida, il battitore, ottenendo lo strikeout, e secondariamente impedirgli comunque un contatto pieno, in modo che anche se battuta la palla sia poi facilmente difendibile, e il battitore venga eliminato sulle basi.

### Statistiche e riconoscimenti
La partita del lanciatore viene analizzata minuziosamente e produce numerose statistiche che ne descrivono il valore. Le principali sono:
- Numero di vittorie, di partite terminate dal lanciatore con la propria squadra in vantaggio;
- Media PGL, che descrive la media di punti concessi da un lanciatore sulla distanza di 9 inning di gioco. La media viene calcolata ignorando i punti subiti a causa di errori difensivi e quindi di responsabilità di altri giocatori;
- Numero di strikeout, di eliminazioni al piatto dei battitori avversari, ottenute dal lanciatore senza aiuto della difesa;

Il lanciatore che riesce a chiudere l'anno in testa alle tre categorie statistiche è premiato con la tripla corona (Triple Crown).
- Complete game (Partita completa), attribuita al lanciatore partente che lancia tutti i 9 inning per la sua squadra e non ha bisogno lanciatori di rilievo che lo sostituiscano;
- Shutout, attribuito al lanciatore di un Complete game in cui la squadra avversaria non realizza neanche un punto;
- No-hitter, che designa una partita in cui una delle due squadre non riesce a realizzare nemmeno una battuta valida;

Quando un lanciatore ottiene contemporaneamente una partita completa, uno shutout e un no-hitter, gli viene accreditato un perfect game, la partita perfetta. Solo 22 giocatori nella storia del baseball moderno (dal 1900 in poi) hanno realizzato questa impresa.
Oltre alla tripla corona e alle prestazioni legate alla singola partita come il no-hitter e il perfect game, i lanciatori concorrono per l'attribuzione del Cy Young award, il premio per il miglior lanciatore dell'anno, che prende il nome dal grande giocatore di inizio Novecento, Cy Young, e per il Guanto d'oro, che premia il miglior difensore della categoria, quindi il lanciatore che meglio degli altri riesce ad abbinare alle capacità di lancio anche quelle di agilità nel ricoprire attivamente il ruolo di difensore.
Per closer, che per il loro ruolo, hanno un utilizzo limitato e non possono concorrere agli stessi riconoscimenti degli altri lanciatori, vengono valutati con statistiche particolare la cui principale sono il numero di salvezze ottenute. Una salvezza è una partita che l'ultimo lanciatore è riuscito a chiudere conservando il vantaggio.